# Парк кованых фигур (Донецк)

«Парк кованых фигур 2005». 7-й международный фестиваль кузнечного мастерства

Парк кованых фигур (укр. Парк кованих фігур) — парк в городе Донецке Донецкой области Украины со скульптурными композициями, выкованными из металла. Автор и руководитель проекта — Заслуженный деятель искусств Украины Виктор Бурдук. Парк открыт в августе 2001 года. Такое же название получил и международный фестиваль кузнечного мастерства, ежегодно проходящий в Донецке. Традиционно работы изготовленные к фестивалю остаются в парке как подарок городу.
В парке представлено 220 композиций художественного металла.

## Расположение
Находится в Ворошиловском районе Донецка, в сквере возле Донецкого городского исполкома. Рядом расположилась поляна сказок, на которой стоят вырезанные из липы и граба цельные деревянные скульптуры сказочных героев.

## История
В 2001 году в парке установили первые 9 кованых фигур. В 2002 году — ещё 19 кованых фигур. В 2002 году была установлена «Украинская беседка» и беседка «Четыре дракона». В 2004 году установили «Беседку влюбленных». В 2005 году в парке появилась аллея «Знаки зодиака». Прошел 7-й международный фестиваль кузнечного мастерства. В рамках фестиваля состоялся 1-й чемпионат Украины по кузнечному многоборью. В 2006 году в парке появилась аллея сказочных персонажей. Был установлен «Букет мастеров». Прошел 8-й международный фестиваль кузнечного мастерства. В 2007 году была открыта «Аллея арок», состоящая из 10 арок. Кроме того Парк пополнился 16-ю скамейками «для влюбленных».
В 2008 году парк пополнился 6-ю лавочками для влюбленных. В 2009 году открыта «Аллея любимому городу». В 2010 году на XII Фестивале открыта «Аллея мастеров», посвященная «Евро-2012». Установлен экспонат «Карусель», изготовленный ивано-франковскими кузнецами. Изготовлена на фестивале и 19 сентября установлена в Музыкальном парке первая часть композиции «Мост дружбы». В ноябре установлена копия Эйфелевой башни, которая положила начало «Аллее архитектурных копий». Общее количество экспонатов — 144.

Вторая часть композиции «Мост дружбы» (Ульяновск).

В 2011 году задачи исполнительного директора проекта автор возложил на секретаря Гильдии кузнецов Донбасса Евгения Лавриненко. Принята к регистрации торговая марка «Парк кованых фигур». На тринадцатом фестивале кузнечного мастерства была создана «Аллея суеверий» в которую включены Мистический шар, Баба-Яга, Водяной, Кузнец-пришелец, Пирамида со скамейкой для медитации, столб с магическими знаками и вороном наверху, чёрт из «Ночи перед Рождеством», Подколодная змея, Крест, подкова с оберегами, Добрый Шубин. Также в «Аллею архитектурных копий» добавлены копии Биг-Бена и собора Василия Блаженного. Общее количество экспонатов — 161.
В феврале 2012 года на «Аллее любимому городу» установлена коллективная работа, подарок городу от Гильдии кузнецов Донбасса, — композиция «Новогодняя ёлка». Общее количество экспонатов — 162. 11 июня выдано свидетельство о регистрации торговой марки «Парк кованых фигур». 12 августа в Ульяновске установлена вторая часть композиции «Мост дружбы», тем самым закончив начатый в 2010 году проект, символизирующий дружбу народов Украины и России. К дню города «Аллею любимому городу» пополнила ещё одна работа-подарок — букет роз. А на фестивале, была презентована Птица Банкир, подаренная городу ВБР-банком. Надпись на постаменте фигуры гласит «Брось пятачок и желанья шепни. Клювик потри, чтобы сбылись они». Первые монеты в птицу-копилку символически были опущены донецким городским головой Александром Лукьянченко и автором проекта Виктором Бурдуком. Также к фестивалю различными мастерами изготовлены 46 цветков, которые составляют «Европейский букет» — композицию на центральной клумбе парка. Общее количество фигур — 210. Во время XIV Международного фестиваля Парк кованых фигур представитель «Книги рекордов Украины» вручил диплом, удостоверяющий своеобразный рекорд установленный парком. Диплом фиксирует 163 работы, то есть фактическое количество, установленное до начала фестиваля. Во время весенних реставрационных работ в «Европейский букет» добавлено ещё 10 работ. Общее количество фигур — 220.
В 2013 году к Дню города подарена ещё одна композиция, которая установлена на «Аллее мастеров». Во время XV международного фестиваля Парк кованых фигур открыта коллективная работа «Кузнец». Кроме миниатюр, присланных и привезенных различными мастерами, на фестиваль были привезены в качестве подарков Донецку три работы для «Аллеи архитектурных копий»: «Мельница», «Пагода» и «Пизанская башня». На фестивале также автор проекта официально объявил о том, что композиции установленные в селе Шиловка Добропольского района Донецкой области считаются филиалом Парка — Аллеей Школьной. Там находятся коллективные работы: «Глобус», «Кованая Книга» и «Единица». Общее количество фигур — 228.
В 2014 году вопрос о проведении фестиваля решался сложно, так как в Донбассе происходили боевые действия, а непосредственно Донецк подвергался обстрелам. Тем не менее фестиваль состоялся, хотя был сокращен до одного дня. Творческой темой фестиваля стал «Голубь Мира». Свои работы в полу-блокадный город прислали мастера Австрии, Германии, Голландии, Израиля, Норвегии и многих городов России: Белгород, Калининград, Москва, Пермь, Санкт-Петербург, Ульяновск и другие. Фестиваль стал первым массовым событием в Донецке с начала военных действий, затронувших город. Учитывая сложность ситуации, Гильдия кузнецов Донбасса учредила специальную награду — медаль «Кованый голубь мира», над эскизом которой работали Виктор Бурдук и Евгений Лавриненко. Тринадцать организаторов и участников фестиваля были удостоены этой награды.

Петух с композиции «Древо жизни»
Аист с композиции «Древо жизни»

## Аллея знаков зодиака
Аллея знаков зодиака появилась в парке в 2005 году. Представляет собой 12 кованых фигур символов знаков зодиака:
- Овен — авторы Д. Тилинин и А. Тарабанов, Донецк
- Телец — выполнен ЧП «Опал», Донецк
- Близнецы — автор С. Козик, Донецк
- Рак — выполнен киевским заводом художественной ковки «Тантьема»
- Лев — автор Евгений Ермак (УКП «Гефест»)
- Дева — автор С. Прудник, Донецк
- Весы — авторы Сергей Полуботько и Михаил Зарицкий
- Скорпион — автор Виктор Бурдук (УКП «Гефест»)
- Стрелец — автор П. Малочинский, Донецк
- Козерог — автор В. Куличенко, Донецк
- Водолей — автор Сергей Каспрук, Донецк
- Рыбы — выполнен ЧП «Ренессанс» из Александрии

## Аллея сказок

Аллея сказок появилась в парке в 2006 году. Представляет собой 12 кованых фигур персонажей сказок:
- Колобок — персонаж одноимённой русской народной сказки
- Дюймовочка — персонаж сказки Ханса Кристиана Андерсена
- Самоделкин — персонаж Юрия Дружкова (Постникова) из книги «Приключения Карандаша и Самоделкина», известный по журналу «Весёлые картинки»
- Лесовичок
- Голова Святогора — богатыря русского былиного эпоса
- Железный Дровосек- персонаж сказочного цикла о Волшебной стране и Изумрудном городе Александра Волкова/Фрэнка Баума
- Щука — персонаж русской народной сказки «По щучьему велению»
- Джинн — персонаж арабских сказок
- Муха Цокотуха — персонаж одноимённой сказки Корнея Чуковского
- Пан Коцький
- Пиноккио — персонаж сказки Карло Коллоди «Приключения Пиноккио. История одной марионетки»
- Молодильная яблонька

## Аллея к 140-летию г. Донецка
В 2009 году Донецк праздновал своё 140-летие. К этому событию в парке была открыта новая аллея фигур, одной из которых стала копия кубка УЕФА, завоеванная футбольным клубом «Шахтер» в этом году. Уже в октябре Кубок был отправлен на реконструкцию, так как неизвестные вандалы его изуродовали. В ноябре обновленный Кубок УЕФА снова занял своё прежнее место в парке.
В композиции аллеи «Соединяя сердца» — основным элементом является действующий замок, который является самым большим действующим замком Украины — 70 см в замкнутом состоянии.
Перед мэрией также установлены три пятиметровые кованые розы из серебристого металла. Высота гигантских роз символична — 5 м 40 см. Вокруг роз — два ряда ограждений и 32 небольших ниши, где кузнецы из разных стран мира установили миниатюры размером 30х30 сантиметров.